# Sotkronad batis
Sotkronad batis (Batis minor) är en fågel i familjen flikögon inom ordningen tättingar.

## Utseende och läte
Sotkronad batis är en typisk svart vit och mörkgrå batis. Noterbart är bröstbandet (svart hos hanen, kastanjebrunt hos honan), mörkgrå hjässa och ett långt och tunt, vitt ögonbrynsstreck. Arten liknar moçambiquebatis men är genomgående mörkare. Hanen liknar även hane strupfläcksbatis men har smalare bröstband och mörkare hjässa. Sången är distinkt, bestående av tunna och ljusa, stigande visslingar i korta eller långa serier, på samma tonhöjd eller alternerande.

## Utbredning och systematik
Sotkronad batis delas in i två underarter med följande utbredning:
- B. m. minor – förekommer i södra Somalia
- B. m. suahelica – förekommer i sydöstra Kenya och östra Tanzania

Svartkronad batis (B. erlangeri) behandlades tidigare som underart till sotkronad batis.

## Levnadssätt
Sotkronad batis hittas i skogslandskap, buskmarker, mangroveträsk och savann, både torr och fuktig. Den ses ofta i par.

## Status och hot
Arten har ett stort utbredningsområde, men tros minska i antal, dock inte tillräckligt kraftigt för att den ska betraktas som hotad. Internationella naturvårdsunionen IUCN listar arten som livskraftig (LC).